# 寧夏上陵集團
寧夏上陵實業（集團）有限公司，簡稱「寧夏上陵實業（集團）」，以及「寧夏上陵集團」（英語：Ningxia Shangling Industrial (Holdings) Company Limited），在1998年由史信（董事長）創立，總裁為張沛剛。
而總部位於宁夏银川市兴庆区丽景北街730号，而業務則在國內經營汽車及銷售服務、房地產開發、農業、貿易、工程建築等行業。

## 連結
- NXShangling.com （页面存档备份，存于）

上零